# Santo Stefano del Cacco
Koordinaten: 41° 53′ 50″ N, 12° 28′ 44,9″ O
Santo Stefano del Cacco ist eine Kirche in Rom, im Rione Pigna, in der gleichnamigen Straße.
Ursprünglich war der Name der Kirche Santo Stefano de Pinea, nach dem Pinienzapfen aus römischer Zeit, der in diesem Gebiet gefunden wurde und dem Rione seinen Namen gab. Er befindet sich heute im Cortile della Pigna im Vatikan. Die volkstümliche Bezeichnung del Cacco kommt von der Verballhornung von Macaco (Affen), für eine Pavianstatue die in der Nähe des Portals der Kirche gefunden wurde und sich heute im Museo Gregoriano Egizio befindet. Bevor die Kirche errichtet wurde, befand sich dort in der Antike der Tempel der Isis und des Serapis, ein Doppeltempel für die Gottheiten Isis und Serapis.
Der Ursprung der Kirche ist sehr alt und geht auf Papst Paschalis I. im 9. Jahrhundert zurück. Sein Bildnis war im Apsismosaik dargestellt, das 1607 zerstört wurde. Im 12. Jahrhundert wurde der Campanile errichtet, der heute in das angrenzende Kloster integriert ist, sowie die Apsis. Papst Pius IV. überließ die Kirche 1563 den Padri Silvestrini für die Seelsorge. Die Kirche wurde von den Patres grundlegend restauriert, genauso wie im 18. und 19. Jahrhundert.
Das Innere besteht aus drei Schiffen (Basilikatyp). Es birgt ein Fresko von Perino del Vaga, das die Pietà darstellt. In der Apsis befindet sich das Fresko des Martyriums des Heiligen Stefan von Cristoforo Casolani.